# Rudolf Krasselt

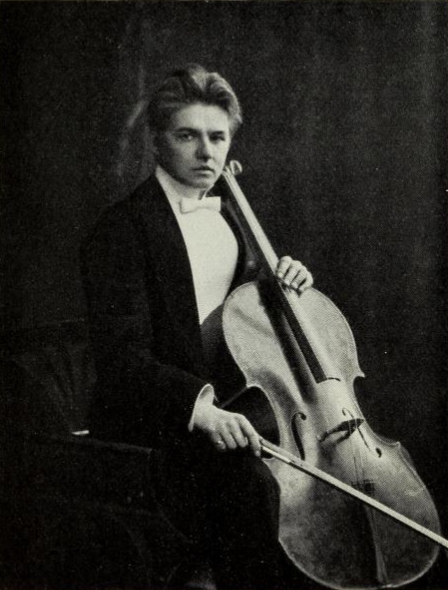
Rudolf Krasselt (ca. 1903)

Rudolf Krasselt (* 1. Januar 1879 in Baden-Baden; † 12. April 1954 in Andernach) war ein deutscher Violoncellist, Dirigent und Intendant des Opernhauses Hannover in der Weimarer Republik und in der Zeit des Nationalsozialismus.

## Leben
Rudolf Krasselt wuchs als Sohn des Konzertmeisters des Baden-Badener Sinfonieorchesters Johann Gustav Krasselt auf.
Sein Bruder war der Violinvirtuose, Konzertmeister und Dirigent Alfred Krasselt (1872–1908). Rudolf Krasselt spielte seit seinem 9. Lebensjahr Violoncello. Er war Solocellist des Wiener Hofopernorchesters (und der Wiener Philharmoniker) unter Gustav Mahler, Solocellist der Berliner Philharmoniker unter Arthur Nikisch und 1903 bis 1904 Solocellist des Boston Symphony Orchestra.
1911 bis 1913 war er 1. Kapellmeister des Opernhauses in Kiel und übernahm 1913 als 1. Kapellmeister die Leitung des Deutschen Opernhauses in Berlin-Charlottenburg. Dort führte er auch als Prof. eine Kapellmeisterklasse an der Staatl. Musikhochschule.
Am 1. April 1924 wurde er Generalmusikdirektor am Opernhaus Hannover und zu Beginn der neuen Spielzeit 1924/1925 Operndirektor und 1934 Opernintendant. Zum 1. Mai 1933 trat er der NSDAP bei (Mitgliedsnummer 2.959.122). Auf Betreiben des NS-Regimes ging er 11. Juli 1943 in den (Vor-)Ruhestand. In der Endphase des Zweiten Weltkriegs nahm ihn Adolf Hitler im August 1944 in Gottbegnadeten-Liste der wichtigsten Dirigenten auf, was Krasselt vor einem Kriegseinsatz, auch an der Heimatfront bewahrte.

## Wirken
Aus der Orchesterpraxis kommend verband Krasselt dirigentische Brillanz mit Genauigkeit, Verantwortungsbewusstsein und Autorität im besten Sinne; Dinge, die er auch an seine Schüler weitergab. U.a. haben Bernhard Kaun, Kurt Weill, Ernst Krenek, Berthold Goldschmidt, Günter Raphael, Johannes Schüler, Rudolf Wagner-Régeny und Mark Lothar bei ihm das Dirigieren an der Berliner Musikhochschule erlernt.
In Hannover baute er zusammen mit dem Oberspielleiter Dr. Hans Winckelmann, dem Chefbühnenbildner Kurt Söhnlein, dem Konzertmeister Max Ladscheck, der ihm aus Berlin gefolgt war und den beiden Kapellmeistern Arno Grau und Johannes Schüler ein Führungsteam derart auf, dass die Städtische Oper Hannover in wenigen Jahren zu den fünf besten Opernhäusern Deutschlands zählte.
Der heraufziehende moderne Tanz wurde durch die Ballettgrößen Yvonne Georgi und Harald Kreutzberg repräsentiert, die Krasselt geschickt ans Haus zu binden wusste. Dazu gesellte sich ein Sängerensemble von Weltruf, in dem unter anderen Tiana Lemnitz, Emmy Sack, Carl Hauss, Peter Anders, Josef Correck, Willy Schöneweiss, Wilhelm Patsche und Otto Köhler sangen.
Auf ständige Erweiterung des Repertoires bedacht, hat Krasselt alles Wesentliche auf den Spielplan gebracht, wobei die systematische Pflege des Gesamtwerkes von Ermanno Wolf-Ferrari dem Hannoverschen Opernhaus Sensationserfolge bescherte.
Als eine Verleumdungskampagne gegen den Konzertmeister Max Ladscheck (1889–1970) wegen angeblicher anti-nationalsozialistischer Äußerungen gestartet wurde, trat Krasselt vehement für ihn ein und machte sich bei den Nationalsozialisten für immer unbeliebt. Obgleich im In – und Ausland gleichermaßen geschätzt, wurde er im Juli 1943 in Pension geschickt, obwohl er kurz zuvor als erste deutsch – französische Gemeinschaftsproduktion in der Pariser Oper Wagners Ring des Nibelungen dirigiert hatte. Nachdem sich Krasselt in Hannover – von stundenlangen Ovationen überschüttet – mit Richard Wagners Walküre verabschiedet hatte, wurde der „Feuerzauber“ zum Symbol: nur wenige Tage später versank in einem Bombenangriff das Opernhaus Hannover in Schutt und Asche. Krasselts Nachfolger im Amt, der überzeugte Nationalsozialist Gustav Rudolf Sellner, und sein Generalmusikdirektor Mathieu Lange standen bei Amtsantritt vor der rauchenden Ruine des einstmals so stolzen Opernhauses mit seiner viel gerühmten Akustik.
Kurz nach dem Ende des Zweiten Weltkrieges traten Sellner und Lange freiwillig von ihren Verträgen zurück. Krasselt wurde umgehend rehabilitiert und stand dem Opernhaus Hannover bis 1951 als Gast zur Verfügung.